# Myxoderma platyacanthum
Myxoderma platyacanthum är en sjöstjärneart som först beskrevs av Hubert Lyman Clark 1913.  Myxoderma platyacanthum ingår i släktet Myxoderma och familjen Zoroasteridae. Inga underarter finns listade i Catalogue of Life.